# Thésy
Thésy település Franciaországban, Jura megyében. Lakosainak száma 64 fő (2022. január 1.). Thésy Salins-les-Bains, Abergement-lès-Thésy, Lemuy, Pont-d’Héry és Aresches községekkel határos.

## Népesség
A település népessége az elmúlt években az alábbi módon változott:
| Lakosok száma | 79   | 81   | 74   | 65   | 66   | 66   | 66   | 65   | 64   | 64   |
|               | 1968 | 1982 | 1990 | 2006 | 2013 | 2015 | 2017 | 2019 | 2020 | 2022 |